# Raymond Xuereb
Raymond Xuereb (* 22. září 1952, Malta) je bývalý maltský fotbalový útočník a reprezentant.

Byl zvolen Fotbalistou roku 1977 na Maltě.

## Klubová kariéra
Xuereb hrál za týmy Floriana FC, Ħamrun Spartans FC, Naxxar Lions FC (všechny Malta) a francouzské Montpellier HSC a Olympique Marseille.

## Reprezentační kariéra
8. prosince 1971 debutoval v A-mužstvu Malty v přátelském zápase v Gżiře proti Alžírsku (remíza 1:1). Celkem odehrál v maltském národním týmu v letech 1971–1985 45 zápasů a vstřelil 6 gólů.